# NGC 3786
NGC 3786 é uma galáxia espiral barrada (SBa/P) localizada na direcção da constelação de Ursa Major. Possui uma declinação de +31° 54' 31" e uma ascensão recta de 11 horas, 39 minutos e 42,5 segundos.
A galáxia NGC 3786 foi descoberta em 10 de Abril de 1831 por John Herschel.